# Časovni kot
Časovni kot (oznaka HA ali H) je kot med ravnino časovne krožnice nebesnega telesa in ravnino poldnevnika opazovalca.
Časovni kot merimo v smeri navideznega gibanja nebesnih teles  vzdolž nebesnega ekvatorja (smer proti zahodu). 
Časovni kot je torej kot med dvema ravnima :
- ravnina,ki jo določata zenit in os Zemlje
- ravnina, ki jo določa izbrana točka (nebesno telo) na nebesni krogli in os Zemlje

## Povezava z rektascenzijo
Časovni kot je razlika med trenutnim krajevnim siderskim časom (LST) in rektascenzijo (α). 

Izračuna se na naslednji način : 

HA = LST – α 

## Lastnosti
Kot je pozitiven, če je izrana točka zahodno od poldnevnika, oziroma je negativen, kadar je točka vzhodno od poldnevnika.
Časovni kot običajno merimo v časovnih enotah urah (h), minutah (m), sekundah (s), pri tem je 360° enako 24h  (1h = 15°), podaja pa se tudi v kotnih enotah. Tako lahko časovni kot zavzame vrednosti med 0h in 24h. Če pa navajamo še smer glede na poldnevnik, potem lahko zavzame vrednosti od 0h do 12h E (vzhodno) oziroma od 0h do 12h W (zahodno).
Kadar je časovni kot večji od 24h, mu odvzamemo 24h, če pa je negativen mu 24h dodamo (HA = -2h je isto kot HA = 22h ali 2h E).
Pozitiven časovni kot pove koliko časa je preteklo od trenutka, ko je nebesno telo bilo na krajevnem nebesnem poldnevniku oziroma koliko časa bo še potrebnega do prve naslednje kulminacije, če je časovni kot negativen. Ko telo kulminira je njegov časovni kot enak 0h.
Krajevni siderski čas je enak časovnemu kotu pomladišča.
Pri opazovanju Sonca časovni kot meri čas, ki je potekel od Sončevega poldneva (15° za vsako uro ali 1° za vsake 4 minute).
Če za neko nebesno telo velja da ima časovni kot enak 5h, to pomeni, da  bo kmalu zašlo (čez eno uro). Telo, ki ima časovni kot enak 0h, se nahaja na opazovalčevem poldnevniku na nebesni krogli. Telo s časovnim kotom 6h je na zahodnem obzorju, pri 18h pa je na vzhodnem obzorju. 
Kadar rečemo, da je nebesno telo 7 ur vzhodno, to pomeni, da ima časovni kot enak 17h.

Za določitev lege nebesnega telesa vedno potrebujemo še eno nebesno koordinato, to je običajno rektascenzija. Če v nekem trenutku poznamo krajevni siderski čas, potem lahko izračunamo časovni kot  poljubnega telesa na nebesni krogli. Primer: kadar je siderski čas enak 6h in ima nebesno telo rekascenzijo enako 7h, vemo, da bo nebesno telo prešlo krajevni poldnevnik čez eno uro (HA = LST – α = 6-7 = -1), ker je časovni kot enak 23h ali 1h E (vzhodno).